# Droga krajowa nr 133 (Kostaryka)
Droga krajowa nr 133 (hiszp. Ruta Nacional Secundaria 133/Ruta 133) – jedna z dróg krajowych w Kostaryce. Znajduje się ona w prowincji Guanacaste.

## Opis
W prowincji Guanacaste droga krajowa nr 133 przebiega przez kanton Abangares (przez dystrykt Colorado).